# The Daily Gleaner
The Daily Gleaner est un quotidien canadien anglophone édité à Fredericton, au Nouveau-Brunswick.

## Histoire
The Daily Gleaner a été fondé en 1880 et a porté divers noms au cours de son histoire : The York Gleaner, The Gleaner et The Fredericton Daily Gleaner.
Le journal fait aujourd'hui partie du groupe Brunswick News, une filiale de J.D. Irving.